# Gianfranco Ferré

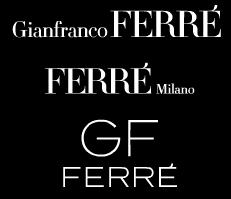
Die Logos der drei Gianfranco Ferré Mode-Linien

Gianfranco Ferré [dʒaɱˈfraŋko ferˈre] (* 15. August 1944 in Legnano; † 17. Juni 2007 in Mailand) war ein italienischer Modedesigner und Unternehmer, der in den 1980er und 1990er Jahren in der europäischen Modewelt große Erfolge feierte. Er war unter anderem bekannt für seine eleganten Abendroben, für den Einsatz von Pelzen in seinen Kollektionen und für seine Variationen der schlichten, weißen Damen-Bluse bzw. des weißen Herren-Hemdes.
Das 1978 von Ferré gegründete international bekannte Modeunternehmen Gianfranco Ferré SpA wurde Anfang 2014 eingestellt. Die 2007 von Ferrés Bruder Alberto Ferré unabhängig vom Modeunternehmen gegründete Stiftung Fondazione Gianfranco Ferré besteht bis heute.

## Leben und Werk

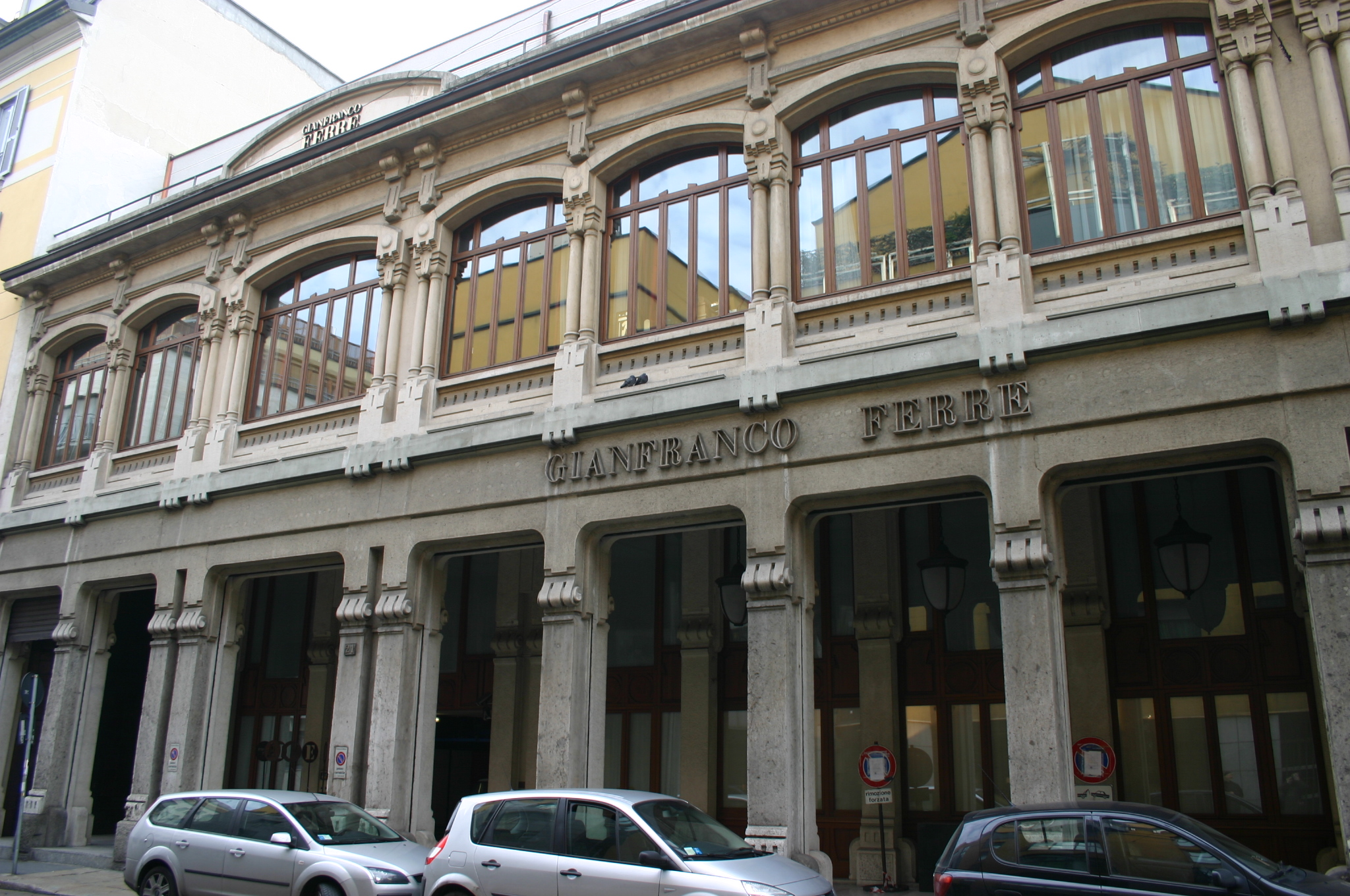
Palazzo della Gondrand in Mailand, von 1998 bis 2013 Hauptsitz der Modemarke, Foto von 2007

Gianfranco Ferré studierte am Polytechnikum Mailand Architektur. 1969 schloss er das Studium mit dem Diplom ab.
Zu dieser Zeit begann er Schmuck und Accessoires zu entwerfen, die er seinen Freunden Bekannten schenkte. Die Modejournalistinnen Anna Piaggi, Anna Riva und Camilla Cederna wurden auf ihn aufmerksam, 1971 erschien eine seiner Kreationen auf dem Cover der Monatszeitschrift Arianna. 1973 reiste Ferré erstmals nach Indien, wo er bis 1977 viel Zeit verbrachte und für das genueser Modeunternehmen San Giorgio Impermeabili Kleidung entwarf. Als freischaffender Designer entwarf er außerdem Accessoires für etablierte Modeschöpfer wie Walter Albini und Christiane Bailly. Ab 1974 arbeitete er in einem eigenen Atelier, 1978 präsentierte er unter dem Label Gianfranco Ferré seine erste eigene Prêt-à-porter-Kollektion für Damen, wobei die Entwürfe erkennbar von seinen Reisen nach Indien beeinflusst waren. 1982 folgte eine erste Herrenkollektion in Naturtönen und aus wertvollen Stoffen. Von 1986 bis 1989 schuf er eigene Alta-Moda-Kollektionen für Damen (Gianfranco Ferré Couture) und 1987 die Zweitlinie Ferré Studio 000.1. 1984 wurde das erste Damenparfüm unter dem Namen Gianfranco Ferré lanciert, 1986 folgte das gleichnamige Pendant für Herren. Klassiker sind bis heute die in der Folgezeit lancierten Düfte GF Ferré (jeweils Damen und Herren, 2004) sowie Ferré (Damen 2005, Herren 2007).
Von 1989 bis 1997 wurde Ferré von Bernard Arnault bei LVMH als künstlerischer Direktor der Damenmode für das Unternehmen Christian Dior unter Vertrag genommen. Die erstmalige Berufung eines Nicht-Franzosen an die Spitze eines französischen Traditionshauses galt damals als Skandal, später wurde es als große Auszeichnung wahrgenommen. Zu seinen Kundinnen gehörten Nan Kempner, Bernadette Chirac und Claude Pompidou. Seine Zeit bei Dior war geprägt durch Reminiszenzen an den New Look und die Guêpière. Ab 1997 entwarf Ferré wieder ausschließlich unter eigenem Namen Modekollektionen, Parfüm, Accessoires, Schuhe, Schirme, Uhren sowie Krawatten oder auch Thermoskannen mit klarer Linie und liebevollen Details. Ab den 1990er Jahren wurde das Ferré-Portfolio erweitert, und es entstanden zahlreiche Kollektionen für Damen und Herren, u. a. die Prêt-à-porter-Linie Ferré (später umbenannt in Ferré Milano) mit weiteren Unterkollektionen für Pelzmode (Ferré Fur) oder für große Größen (zunächst Forma 0 by GFF, später Ferré Red), des Weiteren 1995 die jugendliche Zweitlinie GFF (2004 durch das Label GF Ferré ersetzt) und 1996 die Denim-Kollektion Gianfranco Ferré Jeans. Im Jahr 2000 kam eine Kollektion für Kinder, Gianfranco Ferré Junior, hinzu.
2002 verkaufte Ferré sein Unternehmen nach zweijährigen Verhandlungen für 181,8 Mio. Euro an den italienischen Modekonzern Gruppo Tonino Perna und dessen IT Holding, zu welcher die Marke Ferré bis 2010 gehörte. Ferré blieb weiterhin Chefdesigner.
Ferré litt an Diabetes und wollte auch auf ärztlichen Rat hin seine Ernährung nicht umstellen. Als er sich am 15. Juni 2007 mit gesundheitlichen Problemen ins Krankenhaus begab, hatte er bereits zwei Schlaganfälle hinter sich. Am 17. Juni 2007 starb Gianfranco Ferré an den Folgen einer Hirnblutung im San-Raffaele-Krankenhaus in Mailand. Noch am 14. Juni hatte Ferré an seiner ehemaligen Universität, dem Politecnio, einen Vortrag über Mode und Design gehalten. Nur wenige Tage nach seinem Tod zeigte sein Team die von ihm entworfene Herren-Kollektion für Frühjahr und Sommer 2008 in Mailand. Gegen Ende der Modenschau flanierten als Ehrerweisung für den verstorbenen Ferré kleine Kinder in weißen Hemden für Erwachsene über den Laufsteg. Und als der Laufsteg an der Stelle, an der die Designer sich normalerweise vor dem Publikum verbeugen, leer blieb, verweilten die Zuschauer in stehenden Ovationen. Auch seine letzten Entwürfe für die Damenkollektion wurden im September 2007 präsentiert.

## Nachfolge und Insolvenz
Ferrés direkter Nachfolger als Kreativchef des Labels war ab 2007 der schwedische Designer Lars Nilsson, der zuvor unter anderem für Chanel und Nina Ricci gearbeitet hatte. Er wurde bereits 2008 vom zuvor für Prada und Max Mara tätig gewesenen Design-Duo Tommaso Aquilano und Roberto Rimondi abgelöst, das die Kollektionen im Stile Ferrés bis 2011 fortführte.
Im Februar 2009 meldete der Eigentümer von Gianfranco Ferré, Ittierre SpA, als Teil der italienischen IT Holding, Konkurs an und operierte bis Mitte 2010 im Insolvenzverfahren weiter. Die Kollektion Frühling/Sommer 2011 von Gianfranco Ferré wurde am 20. Juni 2010 bei den Mailänder Modenschauen präsentiert. Anfang November 2010 ließ das italienische Ministerium für Wirtschaftliche Entwicklung verlautbaren, dass die Marke Gianfranco Ferré von einem Konsortium (bestehend aus der südkoreanischen Samsung Group, der griechischen Salmar Shipping und einem anonymen Schweizer Geschäftsmann) um die US-amerikanische Beteiligungsgesellschaft Prodos Capital gekauft werden solle. Ende 2010 wurde bekannt, dass die Übernahme durch Prodos aufgrund von Differenzen zwischen den Konsortiums-Mitgliedern nicht zustande kommen würde. Die Herren-Modenschau im Januar 2011 für die Saison Winter 2011/12 wurde gestrichen, stattdessen fand eine Studiopräsentation der Modelle statt. Die Laufstegpräsentation der Ferré-Herrenmode Mitte 2010 für die Saison Sommer 2011 war bislang die letzte.

## Bedeutung und Rezeption
Ferré gehörte neben Giorgio Armani und Gianni Versace zu den italienischen Modedesignern, die ab den 1970ern dazu beitrugen, dass Mailand sich durch die Mailänder Modewochen vor Florenz als italienische Modehauptstadt etablieren konnte. Ferrés äußeres Markenzeichen war sein weißer Vollbart und eine braune Rundbrille. Aufgrund seines Studiums wurde er gerne der „Architekt der Mode“ genannt.
Ferré erhielt zahlreiche Auszeichnungen für seine Mode, darunter den Occhio d’Oro (sechsmal verliehen), den deutschen Modepreis (1985) und mehrfach den Oscar della Moda der italienischen Textilindustrie. 1986 wurde Ferré als Commendatore mit dem Verdienstorden der Italienischen Republik ausgezeichnet. Im Jahr 2004 zeichnete Ferré für die Modenschau im Rahmen des Wiener Life Balls verantwortlich. 2007 wurde er zum Präsidenten der Accademia di Belle Arti di Brera ernannt.

## Die Marke Ferré bis 2014

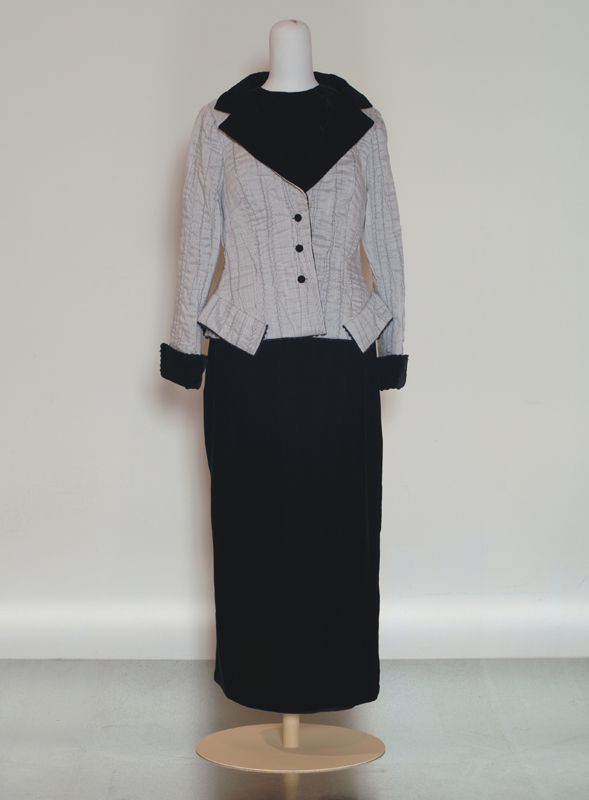
Mode von Gianfranco Ferré, Datum unbekannt

Im Februar 2011 kündigte das Haus Gianfranco Ferré an, vom arabischen Lizenznehmer und Bekleidungs-Einzelhändler Paris Group aus Dubai übernommen zu werden. Der Firmensitz blieb in Mailand. Im April 2011 wurden Aquilano und Rimondi vom neuen Ferré-Eigentümer, Paris Group, wegen schlechter Umsätze entlassen und im Juni 2011 mit den ehemaligen Byblos-Designern Stefano Citron und Federico Piaggi, welche die Mode mit modernen Interpretationen von Ferrés Erbe fortführen sollten, ersetzt. Mitte 2011 lancierte das Unternehmen die Herren-Version des bereits 2009 auf den Markt gebrachten Damen-Duftes Mood for Love. Citron und Piaggi schieden Ende 2013 bei Ferré aus.
Anfang 2012 gab es erfolglose Bestrebungen der italienischen Insolvenzverwalter vor Gericht, das Unternehmen Gianfranco Ferré beschlagnahmen zu lassen, weil sie fürchteten, dass Paris Group die Traditionsmarke als bloße Lizenzmarke im Nahen Osten betreiben wolle. Zumindest mit der Ferré-Damenmode war das Unternehmen bis Ende 2013 kontinuierlich bei den Mailänder Damen-Modewochen jede Saison vertreten. Die Herrenmode wurde auf Eis gelegt.
Paris Group dementierte Mitte 2012 Gerüchte, dass die Zentrale von Gianfranco Ferré von Mailand nach Dubai verlegt werden solle und kündigte für 2012 die Eröffnung eines neuen Ferré-Flagshipstore in Mailand an. Die Gianfranco Ferré SpA wurde Ende 2012 aufgelöst und in die Paris Group mit Sitz in Sharjah integriert. Ende 2013 wurde der bisherige Firmensitz, Palazzo Ferré in der Mailänder Via Pontaccio, an das italienische Modeunternehmen Kiton verkauft. Anfang 2014 erklärte Paris Group aufgrund von hohen Verlusten mit der Marke Ferré den kompletten Rückzug aus dem italienischen Markt, die Auflösung der Produktionsstätten und die Schließung der verbliebenen Boutiquen. Die Rechte an der Marke Ferré verbleiben bei Paris Group in Dubai.
Zuletzt bot das Unternehmen Ferré drei Kollektionen, jeweils für Damen und Herren, an:
- die hochpreisige Laufstegkollektion Gianfranco Ferré
- die modische Brückenkollektion Ferré Milano
- die jugendliche Zweitlinie und Lizenzmarke GF Ferré

Es gab zahlreiche Gianfranco Ferré und separate Ferré Milano-Boutiquen in Europa, den USA, Asien, Russland und dem Nahen Osten, welche zum Teil in Lizenz geführt wurden.